# Утулик (посёлок)
Утули́к — посёлок в Слюдянском районе Иркутской области России. Административный центр Утуликского муниципального образования.
Находится в 7 км к северо-западу от города Байкальска, на южном берегу озера Байкал, на правом берегу реки Утулик. Основан в 1864 году в связи со строительством Кругобайкальского почтового тракта, хотя сведения о бурятско-тунгусском поселении на территории современного посёлка относятся к 1850 году.
В посёлке 36 улиц. Население — 1009 (2012).

## Топонимика
Считается, что топоним и гидроним «Утулик» — бурятского происхождения. Слово Утулик образовалось в процессе изменения бурятских географических названий на русский манер произношения из слова «хүтэлэг» (вариант «хүтэл»), что в переводе значит «низкий, невысокий перевал», однако какой перевал имелся в виду при появлении названия, доподлинно неизвестно.
Станислав Гурулёв, упоминая эту версию, также допускал происхождение названия от якутского «уу» — «вода», «уутуй» — «наполняться, заполняться водой» или от якутского «үүт» — «дыра, отверстие, скважина», «лик» — изменённый суффикс тюркских языков.
По мнению Геннадия Бутакова, топоним Утулик в переводе с хакасского языка означает «проколотый, просверленный, изрытый», что соответствует характеристикам долины реки

## География

### Географическое положение
Утулик находится в Восточной Сибири, на юге Иркутской области, на южном берегу озера Байкал, в 141 километре по трассе М-55 и в 154 километрах по Транссибирской магистрали от Иркутска. Посёлок стоит на одноимённой реке, в предгорьях горной системы Хамар-Дабан.

### Рельеф
Посёлок расположен на предгорном плато (педименте) у подножия горной системы Хамар-Дабана. Самая низкая точка посёлка — урез озера Байкал, составляющий 456 метров над уровнем моря. Плато выполнено аллювиальными отложениями реки Утулик и наклонено к водной глади Байкала.

#### Землетрясения
Утулик находится в зоне Байкальского рифта, и поэтому в нём возможны землетрясения силой до 11 баллов. Крупные землетрясения (силой до 6 баллов) происходили в Утулике в 1862, 1959, 1995, 1999 годах. Но самое сильное землетрясение произошло 27 августа 2008 года.
27 августа 2008 года в 10.35 по местному времени на территории Слюдянского района произошло сильнейшее за всю его историю землетрясение силой в 7—9 баллов. Эпицентр находился в нескольких километрах к северу от Утулика. В нём сила толчков превысила 8 баллов. По счастливому стечению обстоятельств, в поселке не произошло ни одного обрушения жилого здания и никто не погиб. Произошли смещение железнодорожного полотна и обрыв электропроводки, поэтому на несколько часов был задержаны поезда дальнего следования и пригородные поезда на участке Мысовая — Ангарск. Районная администрация выделила средства для помощи пострадавшим от землетрясения. Ущерб был оценен в 80 миллионов рублей. Каникулы для учащихся школ района (в том числе МОУ СОШ № 52 пос. Утулик) были продлены до 8 сентября.

### Гидрография

#### Река Утулик
Река Утулик протекает по поселку и образует его западную границу. Её длина — около 82 километров, площадь её бассейна — 959 км², средний расход воды в устье, расположенном в посёлке — 16,9 м³/с, летом — до 46 м³/с. Половодье на Утулике наблюдается, как и на большинстве рек России, весной, во время таяния снега. Летом для реки характерны периоды значительного повышения стока, происходящие за счёт выпадения обильных летних осадков, а также таяния снега в гольцовом поясе гор. Утулик — горная река, с бурным течением и многочисленными порогами. На реке есть пороги пятой категории сложности: Рассохинский, Раздельный, Чижик, Трехкаскадный, Траверс, Гротовый, Трек, Мангутайский, Большой Мордоворот, а также порог Малый Мордоворот и шивера Зев. В связи с наличием порогов и бурным течением, а также транспортной доступностью Утулика река является популярным местом отдыха любителей сплава по горным рекам.

#### Южный Байкал
Утулик выходит фронтом к южному берегу озера Байкал. Учёные установили, что около Утулика глубина нарастает резко, и в 15 километрах от берега она составляет около 1000 метров. В среднем Байкал замерзает 9 января, а вскрывается 4 мая. Толщина льда в южной котловине составляет около 1-1,5 метров. Согласно лоции, сделанной во время Байкальской гидрографической экспедиции во главе с Дриженко, близ того места, где находится современный Утулик, возможна якорная стоянка при глубине около 8,5 м (4 сажени) на песчано-каменном грунте.

### Почвы, растительность и животный мир
Почвы Утулика — нескольких видов. Первый вид — болотные почвы. Они представлены в северо-восточной части посёлка, вблизи приозёрных болот. Встречаются и в других прибрежных частях Слюдянского района, Прибайкалья и северных районах области. Ещё один вид почв — аллювиальные почвы. Они занимают западную часть посёлка и образовались на аллювиальных отложениях реки Утулик. Также в окрестностях Утулика, преимущественно в близлежащих предгорных и горных массивах представлены подбуры и подзолы.
В плане растительного покрова Утулик и территории южнее Утулика относятся к Восточно-Сибирской подобласти светлохвойных лесов и её южно-таёжной зоне. Преобладают кедровники. Кедр или сосна кедровая — основное дерево хребта Хамар-Дабан. К нему примешиваются пихта и сосна обыкновенная. В подлеске преобладают можжевельник и малина, произрастают бадан, кашкара, а также ягодные кустарники, среди которых брусника, голубика, черника и на приозёрных болотах — морошка. Они являются объектами сбора и последующей реализации местным населением.
В лесах близ Утулика обитают некоторые виды промысловых зверей: соболь, белка, медведь; боровая дичь — глухари, тетерева, рябчики. Вблизи населённых пунктов в Слюдянском районе стали всё чаще появляться медведи, их численность в районе составляет приблизительно 1200 особей. В связи с бескормицей в лесу медведи ищут источники пищи вблизи туристических баз, которые расположены на северо-западной и южной окраинах посёлка.

### Природный парк «Утулик-Бабха»
Утулик находится в водоохранной зоне озера Байкал, поэтому там запрещены экологически опасные производства, поэтому экологическое состояние Утулика можно оценить как благоприятное. в связи с этим Утулик становится популярным у туристов, и для защиты нетронутой природной среды от чрезмерного негативного нерегулируемого антропогенного влияния было запланировано создание природного парка «Утулик-Бабха» в качестве ООПТ регионального уровня общей площадью 7,2 га. В рамках создания данной охраняемой территории планируется проводить туристические маршруты в район Центрального Хамар-Дабана по туристским тропам, а также по рекам Солзан, Хара-Мурин и Бабха. Помимо них, предусматриваются геолого-геоморфологические, ботанические и познавательные экскурсии. На данный момент вопрос о создании парка остаётся дискуссионным. Парк включен в схему развития и размещения ООПТ в Иркутской области.

## Население
| 2002 | 2010 | 2011 | 2012  |
| ---- | ---- | ---- | ----- |
| 915  | ↗964 | ↗966 | ↗1009 |

Ниже представлен график изменения численности населения Утулика с 1874 по 2012 годы.

## История

### Территория Утулика до прихода русских
Историки предполагают, что в I веке до н. э. на территории Южного Прибайкалья жили гунны. Затем их сменили курыканы. В XI веке их вытеснили предки современных бурят. Они заселили южное, юго-восточное, восточное и юго-западное побережье Байкала. Помимо бурят, на территории Южного Прибайкалья жили эвенки, на территории Утулика находилось их стойбище.

### От основания до революции
В 1850-х годах Н. Н. Муравьёвым-Амурским была одобрена идея строительства Кругобайкальского тракта вдоль берега Байкала. Работы по созданию колёсной дороги были начаты в 1863 году и велись преимущественно силами ссыльных поляков. Для нормального функционирования дороги необходимо было создать цепь почтовых станций, где можно было менять лошадей. Близ пересечения реки Утулик и Кругобайкальского тракта находилось бурято-тунгусское стойбище, и в этом месте было принято решение поставить Утулицкую почтовую станцию. В 1874 году станция представляла собой один двор с двумя жилыми строениями. Впоследствии, согласно описанию Ф. К. Дриженко, в Утулике была построена церковь, посвященная Иоанну Предтече. Новый импульс к развитию небольшая почтовая станция получила в связи со строительством Транссибирской железной дороги. В 1905 году была основана станция Утулик. Население посёлка увеличивалось за счёт прибывавших из западных губерний переселенцев.

### Современная история
18 мая 2010 года в посёлке сдана в эксплуатацию собственная подстанция, которая должна решить проблемы перебоя в электроснабжении.

## Транспорт
Через посёлок проходит федеральная автомагистраль Р258 «Байкал» и Транссибирская железнодорожная магистраль.

## Экономика
Железнодорожная станция Утулик, туризм (имеются три туристических базы: «Байкал», «Утулик», «Чайка», также гостевые дома). Товарное сельское хозяйство представлено выращиванием клубники, ловом байкальского омуля и сбором «даров леса» — черники, клюквы, брусники, кедровых шишек.

## Общество
В посёлке есть дом культуры, магазины, фельдшерский пункт.

## Достопримечательности
- Монумент «Ухо Байкала»
- «Алюминиевый дом»[28]
- Катер «Москва»
- «Сады Ириды»[29]
- Памятник утуличанам, не вернувшимся с Великой Отечественной войны.

## Галерея

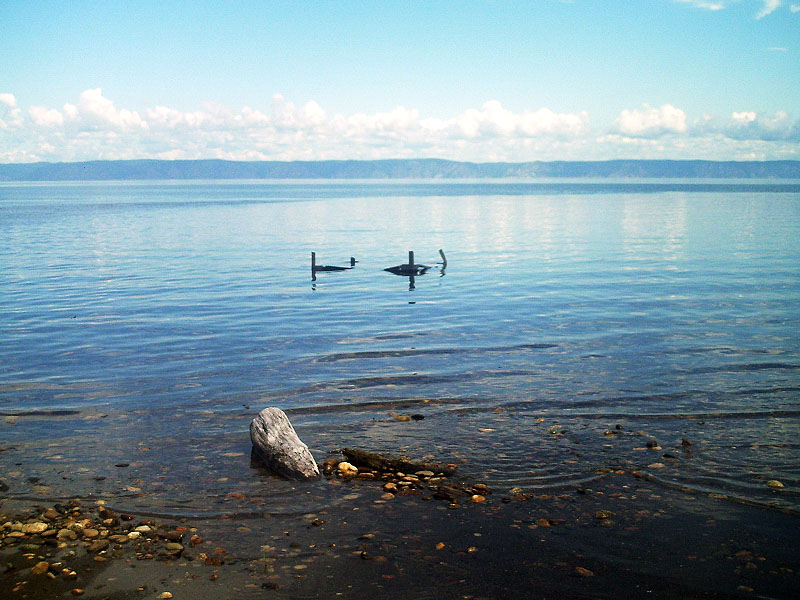
Демонтированная рыбацкая вышка в Утулике
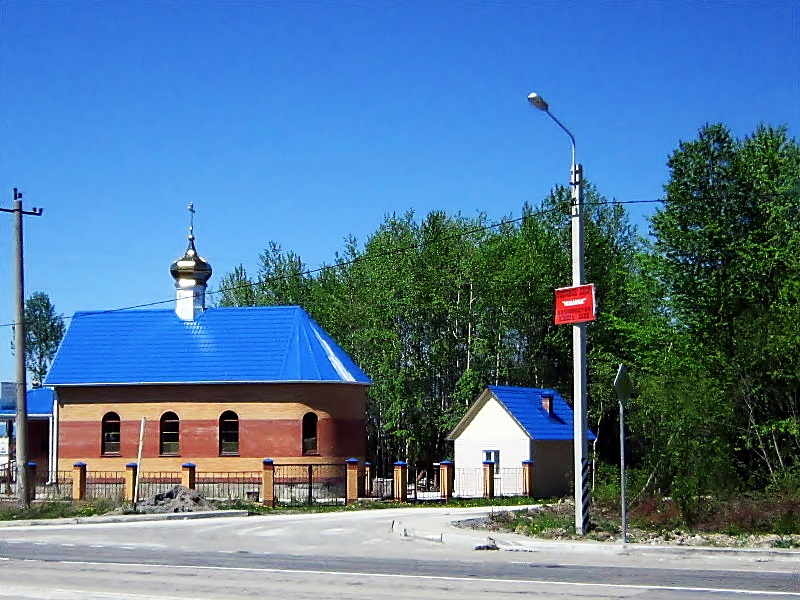
Церковь на федеральной трассе «Байкал»